# Anne-Marie Desplat-Duc
 (février 2021).
Si vous disposez d'ouvrages ou d'articles de référence ou si vous connaissez des sites web de qualité traitant du thème abordé ici, merci de compléter l'article en donnant les références utiles à sa vérifiabilité et en les liant à la section « Notes et références ».
Pour les articles homonymes, voir Desplat et Duc (homonymie).
Anne-Marie Desplat-Duc est une romancière française, née le 25 septembre 1948, à Privas, en Ardèche. Elle vit actuellement dans les Yvelines.

## Œuvre
Elle a publié des romans chez Père Castor – Flammarion dont la série à succès Les Colombes du Roi-Soleil, la série Les Héros du 18 (dans la collection « Premiers Romans ») et plusieurs titres de la collection « Castor Poche » dont Félix Têtedeveau, Un héros pas comme les autres.
Elle a également publié des romans chez Hachette Jeunesse, Bayard Jeunesse et Rageot.
Anne-Marie Desplat-Duc a reçu le Prix Tam-Tam du Livre de jeunesse en 1996 pour Félix Têtedeveau, le Prix Chronos en 2001 pour Plumette, une poulette superchouette (Rageot) et le Prix du Roman historique 2007 des Collégiens de la Vienne pour 1943, l’espoir du retour (Hachette Jeunesse).

### SérieLes Colombes du Roi-Soleil
1. Les Comédiennes de Monsieur Racine
2. Le Secret de Louise
3. Charlotte, la rebelle
4. La Promesse d'Hortense
5. Le Rêve d'Isabeau
6. Éléonore et l'Alchimiste
7. Un corsaire nommée Henriette
8. Gertrude et le Nouveau Monde
9. Olympe comédienne
10. Adélaïde et le prince noir
11. Jeanne, parfumeur du roi
12. Victoire et la Princesse de Savoie
13. Gabrielle, demoiselle d'honneur
14. Retrouvailles à Versailles
15. Le défi de Diane
16. Rosalie et la fille de l'empereur de Chine

### SérieMarie-Anne, fille du roi
1. Premier Bal à Versailles
2. Un traître à Versailles
3. Le Secret de la lavandière
4. Une mystérieuse reine de Pologne
5. La Malédiction du diamant bleu
6. Le fantôme de Chambord

### SérieDuchesses Rebelles
1. L'intrépide cousine du roi
2. La dangereuse amie de la reine
3. Pour l'amour d'un prince

### SérieMarie-Antoinette et ses sœurs
1. Premiers secrets
2. Premiers bals
3. Premiers tourments
4. Adieu Vienne

### SérieLes Héros du 18
1. Un mystérieux incendiaire
2. Prisonniers des flammes
3. Déluge sur la ville
4. Les Chiens en mission
5. Urgence en série

### Éditions Rageot
- Plumette une poule super-chouette !

#### SérieVétérinaire
1. Vétérinaire c'est super !
2. Vétérinaire au zoo
3. Vétérinaire chez les tigres
4. Vétérinaire Lion en danger
5. Vétérinaire et les bébés animaux
6. Vétérinaire sauvons les singes

### ChezHachette
- Les Exilés de l'an II, 1996  (ISBN 978-201321295-3)
- La Voiture d'Arthur
- Je serai pompier
- La Soie au bout des doigts
- Adieu Julie
- 1943, l'espoir du retour (nouveau titre : 1943, l'aventure obligatoire)

### Chez FlammarionCastor Poche
- Le Trésor de Mazan
- Félix Têtedeveau
- Un héros pas comme les autres
- Une formule magicatastrophique
- Ton amie pour la vie
- L'enfance du soleil
- Les lumières du théâtre

### ChezÉveil et Découvertes
- Vacances Cauchemars
- L'auteur a disparu
- La voix de mon chien
- Deux chats pitres
- Un mystérieux bracelet

### Chez Auzou
- La série : Dinosaurex

1. Le cyclone
2. Dans la forêt Colombienne
3. Seule face au danger
4. La migration des dinosaures

### Chez Scrineo
- Comment devenir une vraie sorcière
- Vivien, drôle de chien
- La série : Théo, super héros de la nature

1. SOS insectes
2. Sauvons les poules
3. Océans en danger

## Autres
Durant la crise du Covid-19 en 2020, elle a participé à un collectif d’auteurs et d’autrices (Cassandra O'Donnell, Carina Rozenfeld, Jean-Luc Marcastel, Silène Edgar, Thomas Andrew, Sebastian Bernadotte, Evelyne Brisou-Pellen, Laurence Colin, Katia Lanero Zamora, Camille Salomon, Anna Combelle, Stéphane Tamaillon, Solène Chartier, Carole Jamin) qui ont mis des histoires en libre de droit sur le site Kilitoo, proposant ainsi aux enfants de 2 à 15 ans un vaste choix de lectures basées sur le fantastique, la fantasy et l’imaginaire.